# Nowy Świat (Opole)
Pour les articles homonymes, voir Nowy Świat.
Nowy Świat est une localité polonaise du gmina de Lubsza et située dans le powiat de Brzeg (voïvodie d'Opole).